# خوگیانی (غزنه)
خوگیانی (به لاتین: Khogyani) یک منطقهٔ مسکونی در افغانستان است که در ولسوالی ولی‌محمد شهید خوگیانی واقع شده‌است.